# Błagodatnoje (rejon korieniewski)
Błagodatnoje (ros. Благодатное) – wieś (ros. село, trb. sieło) w zachodniej Rosji, w sielsowiecie puszkarskim rejonu korieniewskiego w obwodzie kurskim.

## Geografia
Miejscowość położona jest nad rzeką Grunia (dopływ Sejmu), 5,5 km od centrum administracyjnego sielsowietu puszkarskiego (Puszkarnoje), 13 km od centrum administracyjnego rejonu (Korieniewo), 94 km od Kurska.
W granicach miejscowości znajduje się 195 posesji.

## Demografia
W 2010 r. miejscowość zamieszkiwało 451 osób.